# Ven conmigo (Solamente tú)
Ven conmigo (Solamente tú) – piosenka latin-popowa stworzona na hiszpańskojęzyczny album studyjny amerykańskiej wokalistki Christiny Aguilery pt. Mi Reflejo (2000). Wyprodukowany przez Rudy’ego Péreza, utwór wydany został jako trzeci singel promujący krążek w grudniu 2000 roku.
Utwór jest latynoskim odpowiednikiem przeboju Aguilery z jej debiutanckiego albumu, „Come on Over Baby (All I Want Is You)”. Notowany był na listach przebojów w sześciu państwach, na każdej plasował się w czołowej dziesiątce zestawienia. Objął szczyt notowań w Hiszpanii i Meksyku, zdobył też pozycję pierwszą listy Hot Latin Tracks, wydawanej przez amerykański magazyn Billboard. Krytycy muzyczni wydali piosence mieszane recenzje.

## Informacje o utworze
Podobnie jak dwa poprzednie single promujące album Mi Reflejo – „Genio atrapado” i „Por siempre tú” – „Ven conmigo (Solamente tú)” stanowi latynoski odpowiednik przeboju Christiny Aguilery z jej debiutanckiego albumu; w tym przypadku jest to piosenka „Come on Over Baby (All I Want Is You)”. Utwór nagrano pomiędzy lutym a lipcem 2000 roku w języku hiszpańskim. W trakcie sesji nagraniowych w studio korzystano z takich instrumentów, jak perkusja i keyboard. Autorami kompozycji są Rudy Pérez, Johan Aberg, Paul Rein, a jej producentem – sam Pérez. Pieczę nad produkcją wykonawczą sprawował Ron Fair, który przy realizacji płyty Christina Aguilera pracował w działach A&R i aranżacji dźwiękowej. W roku 2008, piosenka, obok „Falsas esperanzas”, znalazła się na latynoamerykańskiej edycji składanki z największymi przebojami Aguilery, Keeps Gettin' Better – A Decade of Hits.

## Wydanie singla
Premiera singla nastąpiła w grudniu 2000 roku w Hiszpanii, Meksyku i Argentynie. Jeszcze w tym miesiącu utwór zdołał zadebiutować na miejscu dziewiątym, a następnie wspiąć się na szczyt listy przebojów singlowych w Hiszpanii. Na pozycji pierwszej spędził jeden tydzień. Z równie dużą popularnością cieszył się w hiszpańskich radiofoniach; z tego powodu uplasował się na pierwszym miejscu notowania hitów radiowych tego kraju. Piosenka zajęła też szczytowe pozycje zestawienia Hot Latin Tracks, wydawanego przez amerykański magazyn Billboard, oraz list w Meksyku (oficjalnego notowania singli i notowania badającego popularność formatu airplay). Sukces nagrania w regionach latynoskich, zwłaszcza krajach latynoamerykańskich, przypieczętowały pozycje na dwóch innych listach przebojów: miejsce drugie w Chile oraz czwarte miejsce w Argentynie (airplay). Był też „Ven conmigo (Solamente tú)” notowany na drugim oraz pierwszym miejscu kolejnych list Billboardu: Latin Pop Songs i Latin Tropical Songs.

## Recenzje
Odbiór kompozycji przez krytykę był mieszany. Kurt B. Reighley, recenzent czasopisma Wall of Sound, uznał piosenkę za lepszą od swojego anglojęzycznego pierwowzoru, dodając, że „'Ven conmigo (Solamente tú)' – wcześniej znany jako 'Come on Over Baby’ – jest szczególnie pyskaty po hiszpańsku.” Recenzując płytę Mi Reflejo dla gazety Sun-Sentinel, Sean Picolli uznał, że „Ven conmigo” „swój wigor zapożycza z lepszych piosenek w wykonaniu Whitney Houston i Mariah Carey”. Dziennikarz muzyczny Eliseo Cardona (cdnow.com) wydał nagraniu niekorzystną recenzję, odnosząc się do fali latin-popowych, nagrywanych w języku Spanglish utworów, popularnych na przełomie tysiącleci. „(...) Nadmiernie dosłowne tłumaczenie tekstu utworu na hiszpański jest śmieszne, ale staje się też nudne. Udowadniają to – nieświadomie – twórcy (...) coveru 'Come on Over Baby (All I Want Is You)'. Jeśli latynoski pop nie ma już sensu, ten kawałek wnosi nonsens na wyższy poziom”.

## Teledysk
Wideoklip do utworu „Ven conmigo (Solamente tú)” stanowi wierną inscenizację teledysku do „Come on Over Baby (All I Want Is You)”. Zastosowano w nim te same ujęcia, układy taneczne, stroje, a także tę samą scenerię, co w nadmienionym klipie. Oba teledyski wyreżyserował Paul Hunter, choreografię do obu stworzyła Tina Landon. Hiszpańskojęzyczne wideo swoją premierę miało we wrześniu 2000.

## Promocja i wykonania koncertowe
W 2000 roku Christina Aguilera wystąpiła z utworem podczas gali wręczenia nagród Premios Amigo w Hiszpanii. 20 stycznia 2001 była gwiazdą imprezy Caracas Pop Festival. W ramach koncertu, odbywającego się w stolicy Wenezueli, wykonała w sumie dwanaście piosenek, w tym „Ven conmigo (Solamente tú)”.

## Nagrody wyróżnienia
| Rok  | Ceremonia                    | Tytułem                                          | Nagroda                                  | Rezultat |
| ---- | ---------------------------- | ------------------------------------------------ | ---------------------------------------- | -------- |
| 2000 | Billboard Music Video Awards | Christina Aguilera; „Ven conmigo (Solamente tú)” | najlepszy artysta latynoski – debiutanci | Wygrana  |

## Listy utworów i formaty singla
Hiszpański maxi-singel
1. „Ven conmigo (Solamente tú)” (DJ Kar Mix) – 3:44
2. „Ven conmigo (Solamente tú)” (DJ Cooky Mix) – 3:45
3. „Ven conmigo (Solamente tú)” (Extended Funky Beat Mix) – 3:48
4. „Ven conmigo (Solamente tú)” (DJ Gus Remix) – 4:04
5. „Ven conmigo (Solamente tú)” (Nene Mix) – 5:01
6. „Ven conmigo (Solamente tú)” (Spanglish Re-Edit En Fuego) – 5:13

Hiszpański promo CD złożone z remiksów
1. „Ven conmigo (Solamente tu)” (Video Version) – 3:07
2. „Ven conmigo (Solamente tú)” (DJ Lyco Remix) – 3:49
3. „Ven conmigo (Solamente tú)” (DJ Maico Sensation Sound Remix) – 3:37
4. „Ven conmigo (Solamente tú)” (Fernando Torelle’s Spanglish Version) – 3:07
5. „Ven conmigo (Solamente tú)” (Funky Beat Mix) – 3:11
6. „Ven conmigo (Solamente tú)” (Reggaeton Remix) – 3:43
7. „Ven conmigo (Solamente tú)” (Ruben Gordo Remix) – 3:08
8. „Ven conmigo (Solamente tú)” (Zero’s Dance Remix) – 3:04
9. „Ven conmigo (Solamente tú)” (Spanglish Video Mix) – 4:23

## Twórcy
- Główne wokale: Christina Aguilera
- Producent: Rudy Pérez
- Autor: Rudy Pérez, Johan Aberg, Paul Rein
- Programming i perkusja: Johan Aberg, Paul Rein
- Keyboard: Paul Rein
- Inżynier dźwięku: Bruce Weeden, Johan Aberg, Michael C. Ross, współpr. Andrés Bermúdez, Felipe Tichauer, Chris Wonzer, Tony Flores
- Mixer: Peter Mokran, Bruce Weeden
- Producent wykonawczy: Ron Fair
- Chórki: Wendy Pedersen, Christina Aguilera

## Pozycje na listach przebojów
| Kraj/region       | Notowanie (2000)       | Wydawca                     | Najwyższa pozycja |
| ----------------- | ---------------------- | --------------------------- | ----------------- |
| Argentyna         | Top 100 Airplay        | IFPI                        | 4                 |
| Chile             | Top 100 Singles        | Nielsen Chile/IDERE/Monitec | 2                 |
| Hiszpania         | Top 40 Airplay         | PROMUSICAE                  | 1                 |
| Hiszpania         | Top 50 Singles         | PROMUSICAE                  | 1                 |
| Honduras          | Top 10 Singles         | El Siglo de Torreón         | 2                 |
| Meksyk            | Official Airplay Chart | IFPI                        | 1                 |
| Meksyk            | Official Singles Chart | IFPI                        | 1                 |
| Paragwaj          | Official Singles Chart | IFPI                        | 2                 |
| Salwador          | Top 5 Singles          | El Siglo de Torreón         | 2                 |
| Stany Zjednoczone | Hot Latin Tracks       | Billboard                   | 1                 |
| Stany Zjednoczone | Latin Pop Songs        | Billboard                   | 2                 |
| Stany Zjednoczone | Latin Tropical Songs   | Billboard                   | 1                 |
| Urugwaj           | Top 10 Singles         | El Siglo de Torreón         | 9                 |